# Средково
Средково (изписване до 1945 година: Срѣдково; на македонска литературна норма: Сретково; на албански: Sretkova, Среткова) е село в Северна Македония.

## География
Селото е разположено в северозападното подножие на планината Буковик. Географски принадлежи към областта Горни Полог, но административно се води към община Маврово и Ростуше.

## История
В XIX век Средково е българско село в Гостиварска нахия на Тетовска каза на Османската империя. Според статистиката на Васил Кънчов („Македония. Етнография и статистика“) в 1900 Срѣдково има 280 българи християни.
Всички жители на Средково са под върховенството на Цариградската патриаршия. Според патриаршеския митрополит Фирмилиан в 1902 година в селото има 48 сръбски патриаршистки къщи. Според секретаря на Българската екзархия Димитър Мишев („La Macédoine et sa Population Chrétienne“) в 1905 година в Средково има 440 българи патриаршисти сърбомани и в селото работи сръбско училище.
В 1913 година селото попада в Сърбия. Според Афанасий Селишчев в 1929 година Сретково е село в Церовска община в Горноположкия срез и има 41 къщи с 221 жители българи.
Според преброяването от 2002 година селото има 25 жители северномакедонци.
| Националност     | Всичко |
| северномакедонци | 25     |
| албанци          | 0      |
| турци            | 0      |
| роми             | 0      |
| власи            | 0      |
| сърби            | 0      |
| бошняци          | 0      |
| други            | 0      |